# Bourg-Genève-Bourg
 Bourg-Genève-Bourg  est une course cycliste française, organisée de 1933 à 1960 entre la préfecture du département de l'Ain en région Auvergne-Rhône-Alpes et le chef-lieu de la République et canton de Genève en Suisse.

## Palmarès
| Année | Vainqueur                    | Deuxième                  | Troisième          |
| ----- | ---------------------------- | ------------------------- | ------------------ |
| 1933  | Jean Monpied                 | Fernand Fayolle           | Antoine Pellet     |
| 1934  | Benoît Faure                 | Jean Monpied              | Lucien Defond      |
| 1935  | Michel Catteeuw              | Paul Giguet               | Louis Bonnefond    |
| 1936  | Italo Slaviero               | Antoine Arnaldi           | Bernardino Scimia  |
| 1937  | Giuseppe Cassin              | Albert Hendrickx          | Louis Aimar        |
| 1938  | Italo Slaviero               | Louis Aimar               | Eugene Lemonon     |
| 1939  | Nello Troggi                 | Pietro Paolo Lorino       | Benoît Faure       |
| 1947  | Bernard Gauthier             | Jean Rey                  | Robert Mignat      |
| 1948  | Pierre Baratin               | Pierre Brambilla          | Marius Bonnet      |
| 1949  | Maurice Kallert              | Pierre Baratin            | Marius Bonnet      |
| 1950  | Marcel Barriquand            | Henri Bertrand            | Hughes Guelpa      |
| 1951  | Antonin Rolland              | Raymond Poncet            | François Gaudillot |
| 1952  | Antonin Rolland              | René Rotta                | Robert Ducard      |
| 1953  | Angelo Colinelli             | Alain Moineau             | Marcel Fernandez   |
| 1954  | Gilbert Bauvin               | Nello Sforacchi           | Attilio Redolfi    |
| 1955  | Antonin Rolland              | Pierre Polo               | Mario Bertolo      |
| 1956  | Antonin Rolland              | Stéphane Klimek           | Mario Bertolo      |
| 1957  | Philippe Agut                | Vincent Vitetta           | Pierre Scribante   |
| 1958  | Emmanuel Busto               | Raymond Elena             | Siro Bianchi       |
| 1959  | Robert Ducard                | Jean Milesi               | Noël Chavy         |
| 1960  | Jean-Pierre ou Lucien Arnaud | Francois ou Francis Kumor | Robert Ducard      |